# (7961) Ercolepoli
(7961) Ercolepoli est un astéroïde de la ceinture principale.

## Description
(7961) Ercolepoli est un astéroïde de la ceinture principale. Il fut découvert le 10 octobre 1994 à Colleverde par Vincenzo Silvano Casulli. Il présente une orbite caractérisée par un demi-grand axe de 2,18 UA, une excentricité de 0,19 et une inclinaison de 5,0° par rapport à l'écliptique.

## Compléments